# Zentrallehranstaltenschülervertretung
Die Zentrallehranstaltenschülervertretung (kurz: ZSV) ist eine überregionale Einrichtung der österreichischen Schülervertretung. Sie setzt sich aus den Schülervertretungen der Technisch- und Gewerblichen Lehranstalten (TGLA) und der Land- und Forstwirtschaftlichen Lehranstalten (LFLA) zusammen. Die jeweiligen Sprecher der Bereiche sind Teil der Bundesschülervertretung. Die Aufgabe ist die Interessenvertretung der Schüler in Schulen, die in die Teilbereiche der Technischen- und Gewerbliche Lehranstalten oder der Land- und Forstwirtschaftlichen Lehranstalten fallen.
Die einzelnen Bereiche (TGLA/LFLA) setzen sich aus je einem Sprecher, einem Stellvertreter und 2 passiven Mitgliedern zusammen. Die ZSV setzt sich aus den jeweiligen Sprechern sowie deren Stellvertretern zusammen.
Bis zum Schuljahr 2002/2003 waren auch die Höheren Internatschulen des Bundes (HIB) Teil der Zentrallehranstalten und somit deren Vertretungsstruktur der ZSV.

## Bisherige Sprecher
- 2024/2025: Laurenz Repnik (Wien), Stellvertreterin Michelle Kerzendorfer (Wien)
- 2023/2024: Jasin Eltelby (Wien), Stellvertreter Lorenz Baumgartner (Oberösterreich)
- 2022/23: Clara Krenn (Niederösterreich), Stellvertreterin Lena Sophie Baum (Niederösterreich)
- 2021/2022: Flora Schmudermayer (Niederösterreich), Stellvertreter Elias Fuhrer (Wien)
- 2020/2021: Flora Schmudermayer (Niederösterreich), Stellvertreter Raphael Schlager (Wien)
- 2019/2020: Anna Radman (Wien), Stellvertreter Lukas Baminger (Oberösterreich)
- 2018/2019: Johannes Praskac (Niederösterreich)
- 2017/2018: Elisabeth Kern (Niederösterreich), Stellvertreter Moritz Ibesich (Wien)
- 2016/2017: Marlene Schmidt (Salzburg), Stellvertreter Andreas Rippl (Wien)
- 2015/2016: Philipp-Sebastian Vogt (Wien), Stellvertreterin Lydia Lienhart (Kärnten)
- 2013/2014: Mahmudur Rahman (Wien), Stellvertreterin Diana Müller (Niederösterreich)
- 2012/2013: Christian Georgescu (Wien), Stellvertreter Mahmudur Rahman (Wien)
- 2011/2012: Marcel Kilic (Wien), Stellvertreter Thomas Steinhauer (Steiermark)
- 2010/2011: Michael Jayasekara (Wien), Stellvertreter Alexander Schnepfleitner (Steiermark)
- 2009/2010: Bernhard Zimmermann (Tirol), Stellvertreter Alexander Klaudinger (Wien)
- 2008/2009: –
- 2007/2008: Andreas Dungl (Wien), Stellvertreter Georg Gangsterer (Wien)
- 2006/2007: Alexandra Risslegger (Kärnten), Stellvertreter Florian Wolf (Wien)
- 2002/2003: Mariebeth Aquino (Wien), Stellvertreter Bernhard Blaschek (Wien)
- 2001/2002: Thomas Lehner (Wien)